# 보이락
보이락 (Boyrock) 또는 진취 (JIN醉)는 대한민국의 힙합 뮤지션이다. Homeboy Show, Project Z 등의 팀 활동을 거쳐 현재는 솔로로 비트메이커 활동을 하고 있다.

## 바이오그래피
어릴적 Mariah Carey와 Kris Kross를 시작으로 흑인 음악을 접한 그는, 중학교 때 Nas의 It Was Written을 계기로 본격적으로 힙합에 빠져들기 시작하였다. 그런 열정은 2004년 Castro, Sweety J와 함께 결성한 팀 Homeboy Show의 데뷔로 이어졌으며, 그는 이후로 쭉 Homeboy Show의 리더를 맡아 활동하였다.
Homeboy Show는 2006년 4월 신의의지 공연 The Show에 출연하면서 점차 인지도를 얻었으며, 이를 통해 진취는 대팔과 Elcue가 진행하였던 인터넷 라디오 Funky D-El에서 Soul Brother를 고정 코너를 맡기도 하였다.
Homeboy Show는 2007년 6월 싱글 하나를 발표한 후 몇 번의 공연 활동을 하였으나 이내 잠잠해졌다. 하지만 이는 진취가 비트메이커로써 활발한 활동을 시작할 수 있는 발판이 되어주었으며, 2008년 5월 Zito와 Project Z라는 팀을 결성해 미니 앨범을 발표하는 것으로 이어졌다. 2008년 5월 Project Z의 멤버로써 힙합플레이야와 인터뷰를 한 진취는 Homeboy Show의 활동에 대해, "지금 현재 팀의 상황이 우리가 보여주고 싶은것들을 다 보여주기에는 힘든 여건이라고 생각"한다며, 데모 작업은 꾸준히 하고 있고, 다만 비쥬얼적인 것과 음악적인 것, 그 밖에 여러 것들이 조화가 이루어졌을 때를 기다리고 있다고 말하였다.
Project Z 앨범 발표로 자신의 음악에 더욱 자신감을 가지게 된 진취는, 2008년 9월 솔로 앨범 작업 중임을 발표하였으며, 이 앨범은 그 달에 정식 발매가 되었다. Project Z 때부터 점차 랩과 거리를 두고 프로듀싱에 전념하기 시작했던 진취는 이 앨범을 통해 완전히 프로 비트메이커로 인정을 받았으며, 그 계기로 Born Kim, 가리온 등 수많은 래퍼들에게 비트를 부탁받기도 하였다.
2011년 Soul Dive의 앨범에 참여한 이후 그의 활동은 많이 줄어들었으며, 2012년 들어서는 Born Kim과 Pento의 Dirty Ghetto Prince 리믹스 작업을 하였다. 이후 오랫동안 활동이 없던 그가 다시 모습을 드러낸 것은 2013년 5월로, 자신이 속한 크루 Speaking Trumpet의 대표곡들을 리믹스한 Speaking Trumpet Remix Pack vol.1을 디지털로 내놓은 것이었다. 여기서 그는 자신의 이름을 Boyrock으로 바꾸었음을 처음으로 알렸다.
대표곡: Change

## 디스코그래피
- 2008년 LP Alivefuture
- 2013년 EP Speaking Trumpet Remix Pack vol.1 (무료 공개)
- 2013년 EP Speaking Trumpet Remix Pack vol.2: The Bad Muthafuckerz (무료 공개)

## 다른 이름
진취가 과거에 사용하던 a.k.a.로 Alivefuture라는 이름이 있다. 솔로 앨범 제목과 똑같은 이 이름의 의미는, 매번 스타일을 변화시켰지만 앞으로도 자신에게 많은 가능성이 남아있음을 시사하는 것이다.